# Luther Grosvenor

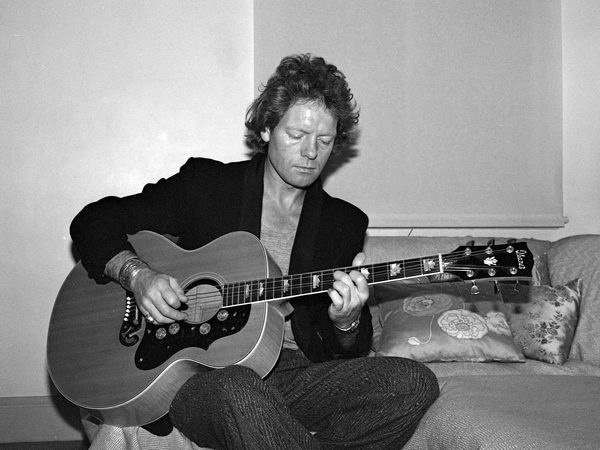
Luther Grosvenor (1988)

Luther Grosvenor (* 23. Dezember 1946 in Evesham, Worcestershire, England) ist ein britischer Rockmusiker, der bei Spooky Tooth, für kurze Zeit bei Stealers Wheel und, unter dem Pseudonym Ariel Bender, bei Mott the Hoople spielte.
Luther wuchs in Evesham in Worcestershire im Westen Englands auf, wo er in unbekannteren Bands mitspielte. In der Gruppe The Hellians (später in Deep Feeling umbenannt) traf er Jim Capaldi, der mit Traffic bekannt wurde. Bei Deep Feeling spielte auch Poli Palmer.
Danach stieß er zu einer Band namens VIP, in der für einige Zeit auch Keith Emerson aktiv war. VIP wurde in Art und 1967 in Spooky Tooth umbenannt.
Die Jahre bei Spooky Tooth (1967–1970), Stealers Wheel 1972/73 und Mott the Hoople 1973/74 waren die erfolgreichsten seiner musikalischen Karriere.
Nachdem er Mott the Hoople verlassen hatte, veröffentlichte er einige Soloalben und gründete unter anderem mit dem Sänger Steve Ellis (ex-The Love Affair) und dem Drummer Paul Nicholls (ex-Lindisfarne) Widowmaker, die bis 1977 existierte.
In den 1990er Jahren kehrte Luther Grosvenor für eine Spooky-Tooth-Wiedervereinigung noch einmal auf die Bühne zurück und beteiligte sich danach auch an Mott-the-Hoople-Zusammenkünften. Er kam auch auf sein Pseudonym zurück und stellte eine Ariel Bender Band zusammen.

## Diskografie
- 1971 – Under Open Skies
- 1996 – Floodgates